# Município de Mifflin (condado de Pike, Ohio)
O município de Mifflin (em inglês: Mifflin Township) é um município localizado no condado de Pike no estado estadounidense de Ohio. No ano de 2010 tinha uma população de 1.305 habitantes e uma densidade populacional de 10,91 pessoas por km².

## Geografia
O município de Mifflin encontra-se localizado nas coordenadas 39° 06′ 09″ N, 83° 19′ 06″ O. Segundo o Departamento do Censo dos Estados Unidos, o município tem uma superfície total de 119.66 km², da qual 119,32 km² correspondem a terra firme e (0,28 %) 0,34 km² é água.

## Demografia
Segundo o censo de 2010, tinha 1.305 habitantes residindo no município de Mifflin. A densidade populacional era de 10,91 hab./km². Dos 1.305 habitantes, o município de Mifflin estava composto pelo 96,93 % brancos, o 0,08 % eram afroamericanos, o 1,23 % eram amerindios, o 0,08 % eram de outras raças e o 1,69 % eram de uma mistura de raças. Do total da população o 0,08 % eram hispanos ou latinos de qualquer raça.